# Desojo
Desojo (Desoio en basque) est une ville et une municipalité de la Communauté forale de Navarre (Espagne).
Elle est située dans la zone non bascophone de la province et à 75 km de sa capitale, Pampelune. Le castillan est la seule langue officielle alors que le basque n’a pas de statut officiel. Le secrétaire de mairie est aussi celui de El Busto et Sansol.

## Histoire
L'histoire du village de Desojo est documentée à partir de 983.

### Les Hospitaliers
En 1157, le roi Sanche le sage fait don de la seigneurie aux chevaliers de l'ordre du Temple puis à la suite du procès de l'ordre du Temple au début du XIVe siècle, Desojo est dévolue aux Hospitaliers de l'ordre de Saint-Jean de Jérusalem. Desojo faisait alors partie de la commanderie d'Aberin au sein du grand prieuré de Navarre de la langue d'Espagne.

## Administration
Dejoso fait partie de la partie judiciaire d'Estella, au sein de la comarque agraire de la moyenne Navarre et qui également incluse dans la mérindade d'Estella.

## Démographie
| Évolution démographique                                | Évolution démographique | Évolution démographique | Évolution démographique | Évolution démographique | Évolution démographique | Évolution démographique | Évolution démographique | Évolution démographique | Évolution démographique | Évolution démographique |
| 1996                                                   | 1998                    | 1999                    | 2000                    | 2001                    | 2002                    | 2003                    | 2004                    | 2005                    | 2006                    | 2007                    |
| ------------------------------------------------------ | ----------------------- | ----------------------- | ----------------------- | ----------------------- | ----------------------- | ----------------------- | ----------------------- | ----------------------- | ----------------------- | ----------------------- |
| 151                                                    | 144                     | 144                     | 144                     | 134                     | 127                     | 119                     | 122                     | 119                     | 114                     | 108                     |
| Sources: Desojo et instituto de estadística de navarra |                         |                         |                         |                         |                         |                         |                         |                         |                         |                         |

## Crédit d'auteurs
- (es) Cet article est partiellement ou en totalité issu de l’article de Wikipédia en espagnol intitulé « Desojo » (voir la liste des auteurs).